# Jaap van den Herik
Hendrik Jacob (Jaap) van den Herik (Rotterdam, 8 oktober 1947) is een Nederlands informaticus, en is hoogleraar aan de Universiteit Leiden. Hij houdt zich bezig met computerschaak en kunstmatige intelligentie.

## Levensloop
Jaap van den Herik studeerde wiskunde aan de Vrije Universiteit Amsterdam, waar hij in 1974 cum laude afstudeerde. Hij bleef nog een jaar werken aan de Vrije Universiteit als onderzoeker. In 1975 werd hij universitair docent aan de Technische Universiteit Delft. In 1983 promoveerde hij hier op het proefschrift Computerschaak, schaakwereld en kunstmatige intelligentie, bij de promotoren Henk Lombaers, Adriaan de Groot en Joop Doorman.
Na een aanstelling bij de School of Computer Science van McGill-universiteit in Montréal (Canada) was hij van 1987 tot 2008 hoogleraar aan de Universiteit van Maastricht. Sinds 1991 is hij ook verbonden aan de Universiteit Leiden. Vanaf 2008 is hij hoogleraar aan de Universiteit van Tilburg, en leidt daar tevens het Tilburg center for Cognition and Communication (TiCC).
Van den Herik was in 1980 samen met een aantal schaakliefhebbers, waaronder Max Euwe, medeoprichter van de Computer Schaak Vereniging Nederland (CSVN). Hij is verder medeoprichter van de NVKI (Nederlandse Vereniging voor Kunstmatige Intelligentie) en was haar voorzitter van 1990 tot 1995. Van 1991 tot 1999 was hij tevens president van de JURIX, de internationale "Foundation for Legal Knowledge-Based Systems". Sinds 1983 is Van den Herik hoofdredacteur van het Journal of the International Computer Games Association (ICGA Journal).
Sinds 2014 is hij hoogleraar Informatica en Recht bij de faculteit Wiskunde en Natuurwetenschappen.

## Werk
Van den Heriks onderzoeksinteresse en expertise liggen op het gebied van agents, computernetwerken, computersystemen, informatica, kennismanagement, kunstmatige intelligentie en speltheorie.
Sinds het eind van de jaren zeventig houdt hij zich bezig met computerschaak en met het rechtspreken door computers, die beide sterk ontwikkeld zijn in de laatste decennia. Computerprogramma's schaken beter dan menige grootmeester, en in de rechtspraak is het accent verschoven van cognitie naar perceptie. Samen met Eric Postma is hij in het nieuwe millennium ook gaan onderzoeken in hoeverre computers als kunstkenners uit de voeten kunnen.

## Publicaties
Jaap van den Herik publiceerde enige boeken en verschillende artikelen. Een selectie:
- 1983. Computerschaak, schaakwereld en kunstmatige intelligentie
- 1991. Kunnen Computers Rechtspreken? Gouda Quint, Arnhem. ISBN 90-6000-842-1.
- 2002. Chips Challenging Champions. Samen met J. Schaeffer (red.), Elsevier, Amsterdam, The Netherlands. ISBN 0 444 50949 6.